# Stazione di Santa Liberata
La stazione di Santa Liberata era una fermata ferroviaria posta sulla linea Orbetello-Porto Santo Stefano. Serviva la località di Santa Liberata, nel territorio comunale di Monte Argentario.